# British Racing Motors
British Racing Motors, també anomenat BRM, era un constructor de cotxes per a competicions automobilístiques anglès que va arribar a disputar curses en la Fórmula 1.

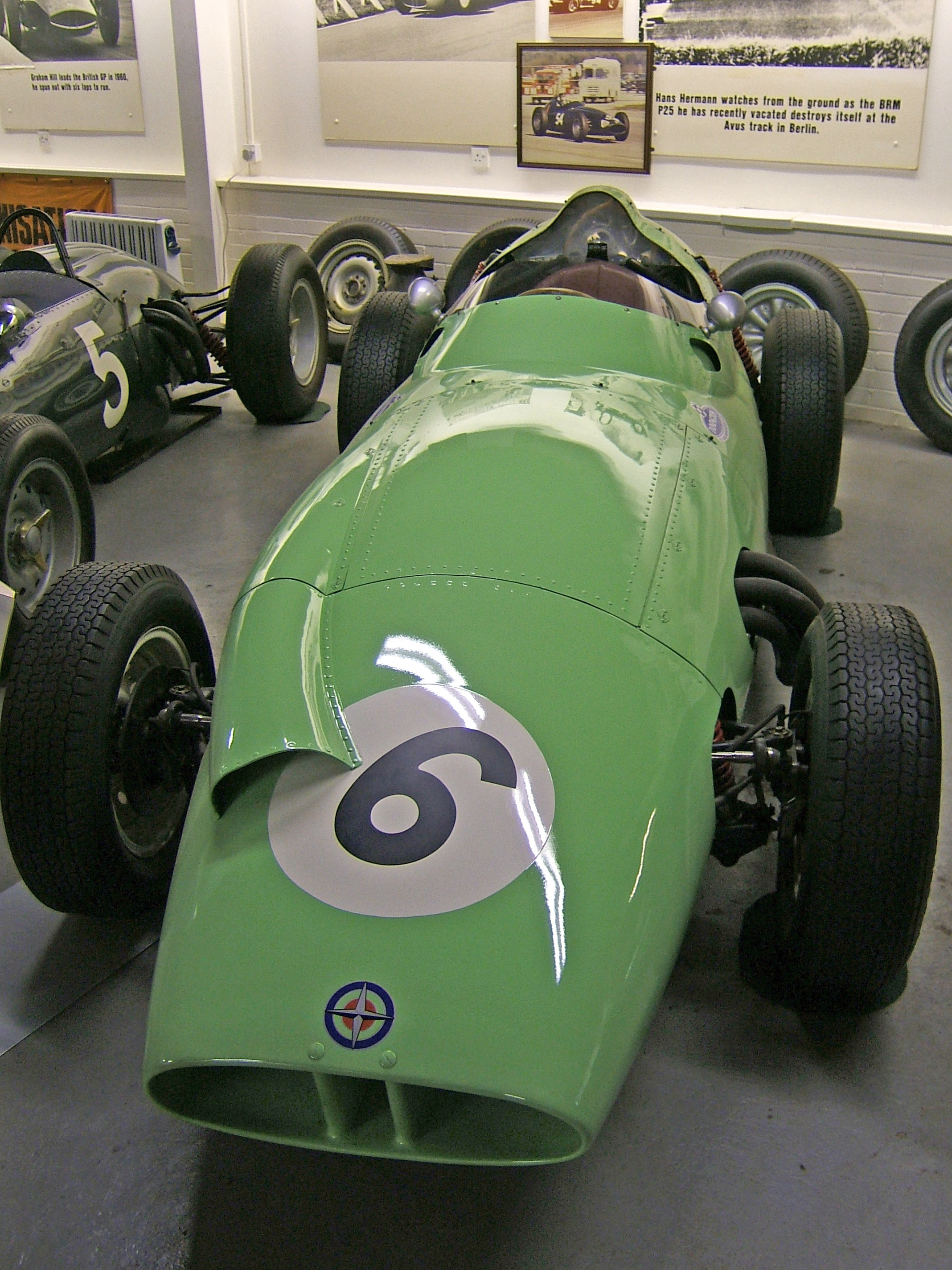
El monoplaça amb què Stirling Moss va ser segon en el GP de la GB 59.

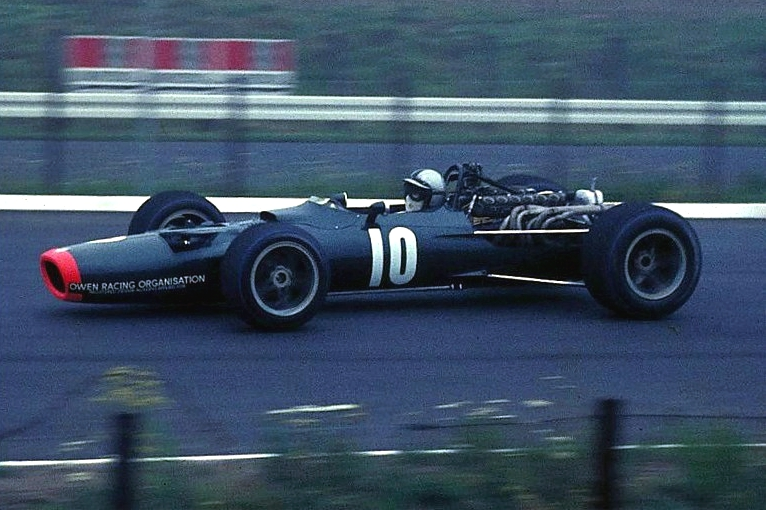
Pedro Rodríguez amb un BRM del 1968.

## Història
British Racing Motors va ser fundat per Raymond Mays i Peter Berthon a Bourne, Lincolnshire, Anglaterra.
Va construir cotxes cada cop més evolucionats, fins a arribar a competir en el campionat del món de la Fórmula 1 al llarg de moltes temporades. Va debutar el 1951 en el GP de Gran Bretanya i va competir fins al 1977. L'últim GP que va disputar va ser el d'Itàlia.
L'escuderia va tenir monoplaces en un total de 197 curses de la F1 i va aconseguir un títol mundial de pilots i un de constructors, tots dos la temporada 1962.

## Palmarès en la F1
- Curses: 197
- Victòries: 17
- Poles: 11
- Voltes ràpides 15
- Títols mundials de pilots: 1 (1962)
- Títols mundials de curses: 1 (1962)